# Fungia echinata
Espèce
Fungia echinata est une espèce de coraux appartenant à la famille des Fungiidae.